# Jaroslav Fišer (malíř)
Jaroslav Fišer (10. října 1919, Praha – 21. června 2003, tamtéž) byl český malíř, grafik, ilustrátor, typograf a výstavní designér.

## Život
V letech 1937–1939 a 1945–1946 studoval figurální kresbu a další výtvarné obory na ČVUT v Praze u profesorů Oldřicha Blažíčka, Cyrila Boudy a Martina Salcmana, dále na Uměleckoprůmyslové škole (1941–1943) a Vysoké škole uměleckoprůmyslove v Praze (1945–1946) u profesora Josefa Nováka. Po studiích se chtěl věnovat monumentální malbě. Strávil rok studijního pobytu v Číně při realizaci československé putovní výstavy v Pekingu, Šanghaji a Kantonu.
Samostatně vystavoval od roku 1946, v letech 1957–1958 byl členem skupiny Bilance, členem Umělecké besedy se stal roku 1992. Inspirací pro něho byla díla Paula Kléea a Joana Miróa a Jaroslava Švába. Kombinoval různé výtvarné prostředky (grafické znaky, prvky koláže a typografické postupy). V letech 1959–1987 vytvořil sto čtyři filmových plakátů (jeho plakát k filmu Hra o jablko režisérky Věry Chytilové získal roku 1976 cenu Stříbrný Hugo na Mezinárodním filmovém festivalu v Chicagu). Působil ve výstavnictví (podílel se na přípravě expozice pro Světovou výstavu v Bruselu a Montrealu), vytvořil řadu knižních ilustrací a navrhoval také poštovní známky. Stejně tak tvořil i v užité grafice (například knižní obálky edice Smaragd, České básně, Divadlo nebo Karavana).

## Z knižních ilustrací
- Margery Allinghamová: Dvojí smrt Johna Lafcadia (1967), frontispice a obálka.
- Earl Derr Biggers: Vrařda v Honolulu (1986), frontispice a obálka.
- Ilja Grigorjevič Erenburg: 10 HP (1960).
- František Hampl: Žeň českého humoru (1958).
- Pavel Hejcman: Anděl hraje na violu (1966), titulní dvoulist a obálka.
- Miroslav Jandovský: Amulety (1981).
- Sébastien Japrisot: Dáma v autě s brýlemi a puškou (1976), titulní dvoulist a obálka.
- Eva Kačírková: Abchazský med (1981).
- Paul de Kruif: Lovci mikrobů (1959).
- Katarína Lazarová: Kavčí pírko (1969), frontispice a obálka.
- Maurice Leblanc: Dutá jehla (1969), frontispice a obálka.
- Vlastimil Maršíček: Počítadlo: říkanky pro děti (1950).
- Miroslav Neumann: Muž pro Maawakao (1976), frontispice a obálka.
- Hana Prošková: Černé jako smola (1969), frontispice a obálka.
- Malwina Szczepkowská: Kletba dědictví (1968), frontispice a obálka.
- Josef Škvorecký: Smutek poručíka Borůvky (1966), titulní dvoulist a obálka.
- Jan Zábrana: Vražda v zastoupení (1967), titulní dvoulist a obálka.
- Svatopluk Zlámaný: Případ s černým vzadu (1986), frontispice a obálka.